# English Defence League

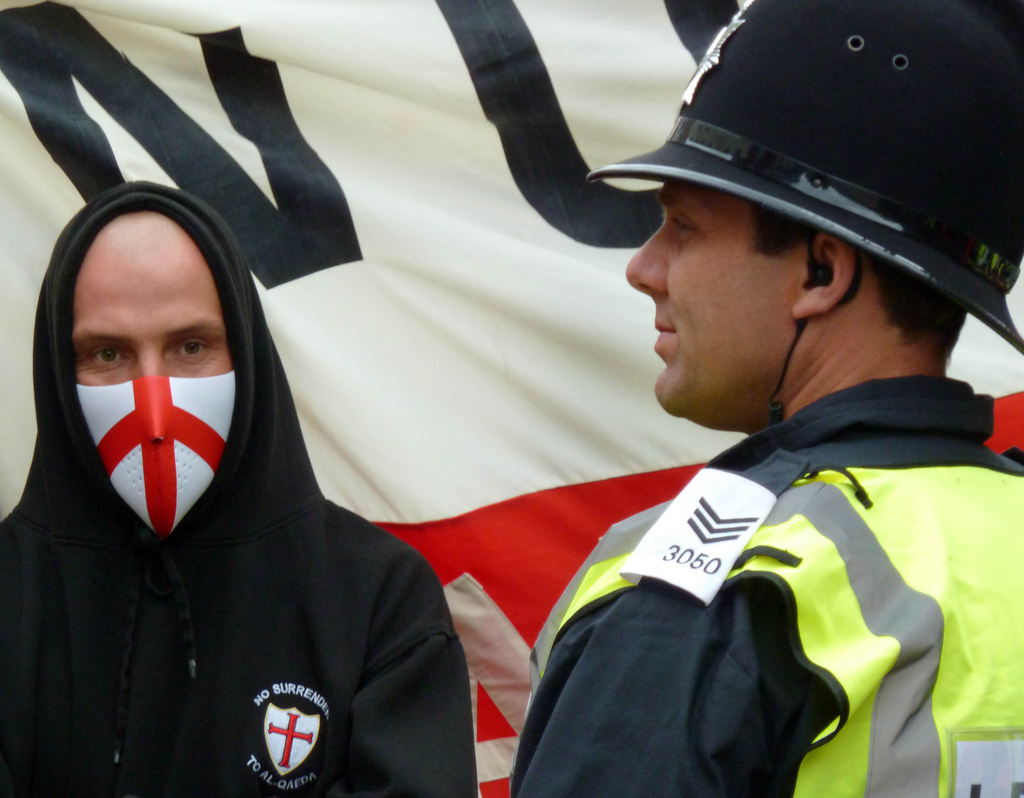
Manifestante do EDL ao lado de um policial durante um protesto em Newcastle em maio de 2010

English Defence League (EDL) é um movimento de extrema-direita que se concentra em protestos de rua ao que considera ser uma "propagação" do islamismo e da xaria no Reino Unido. O EDL tem sido descrito como islamofóbico. O grupo tem enfrentado vários outros movimentos em seus protestos, incluindo o antifascista Unite Against Fascism (UAF). Em outubro de 2013, os cofundadores do grupo, Tommy Robinson e Kevin Carroll, deixaram o EDL, quando Robinson citou preocupações sobre os "perigos do extremismo da extrema-direita". Ele foi substituído como líder por Tim Ablitt. O English Defence League foi identificado pela polícia como responsável pelos motins que ocorreram em todo o país, depois as postagens online identificaram falsamente o suspeito de ter matado três jovens em um ataque a faca em 29 de julho de 2024, em Southport, no noroeste da Inglaterra, como um migrante islâmico.